# Pinheiro-de-alepo

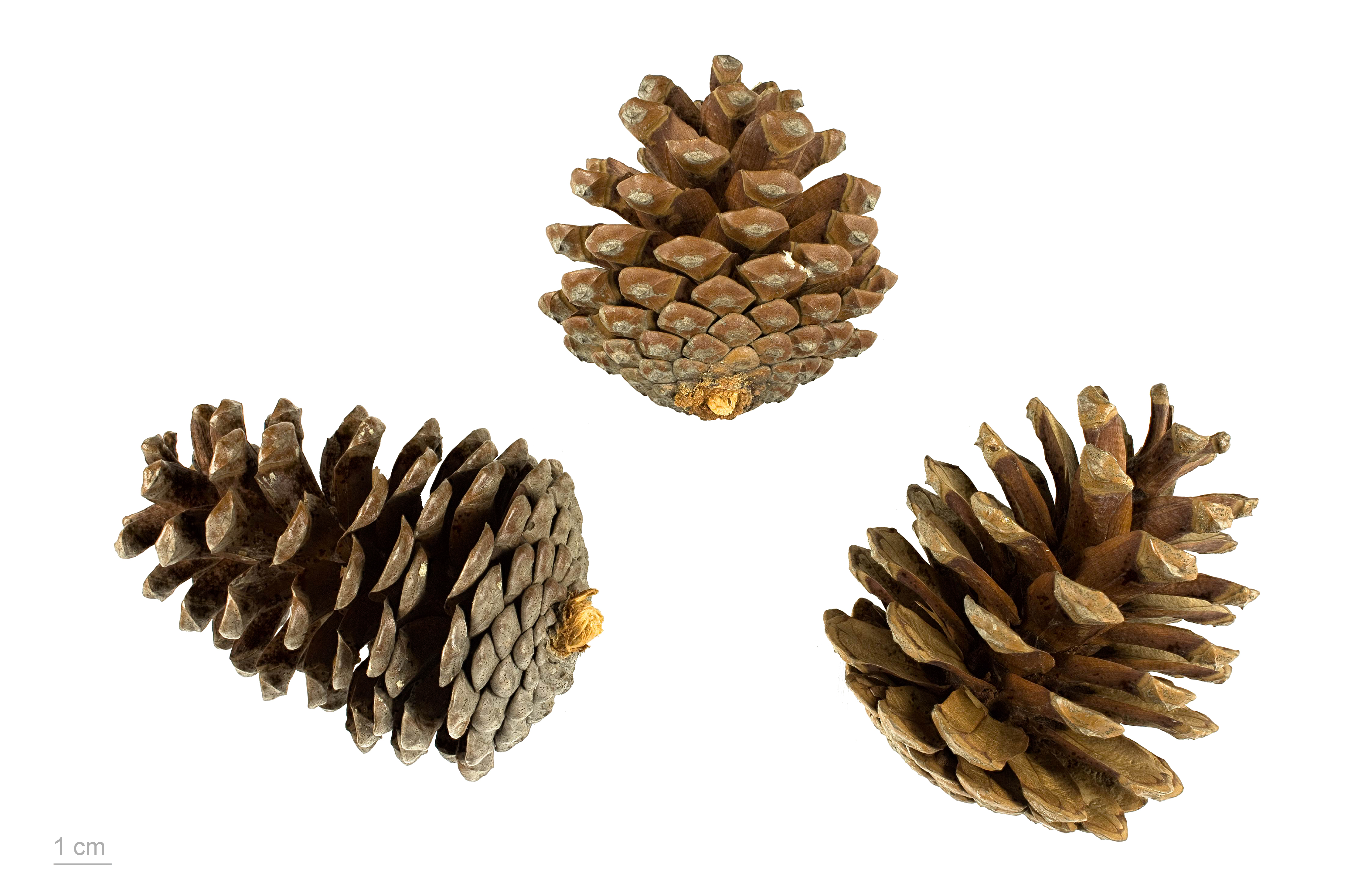
Pinus halepensis - MHNT

O Pinheiro-de-Alepo (Pinus halepensis) é uma espécie de pinheiro originária do Velho Mundo, mais precisamente da região do Mediterrâneo.
Ocorre normalmente a baixas altitudes, do nível do mar até aos 200 m. No sul de Espanha poderá ocorrer até aos 1000 m. A sul da sua área de distribuição, em Marrocos e Argélia, chega mesmo a ocorrer aos 1 700 m.
É uma árvore de pequeno a médio porte, chegando a atingir os 25 m de altura. O diâmetro do tronco é de cerca de 60 cm.
A casca é alaranjada ou avermelhada, grossa e altamente fissurada na base do tronco, menos fissurada no topo da árvore.
As agulhas ocorrem em pares e são finas, não ultrapassando os 10 cm de comprimento. São de cor verde amarelado.